# Myrmarachne chapmani
Myrmarachne chapmani là một loài nhện trong họ Salticidae.
Loài này thuộc chi Myrmarachne. Myrmarachne chapmani được Richard C. Banks miêu tả năm 1930.